# 巴克斯顿 (缅因州)
巴克斯顿（英语：Buxton）是美国缅因州约克县的一个镇，始建于1728年，现在是波特兰都会区的一部分，人口约八千，其中超过95%是白人，下辖Salmon Falls/Tory Hill、Chicopee、Groveville、Bar Mills、West Buxton和Buxton Center等村庄。